# Fred Haise
Fred Wallace Haise Jr. (Biloxi, 14 de novembro de 1933) é um astronauta norte-americano e tripulante da missão Apollo 13, famosa pela quase tragédia sofrida no espaço.
Piloto de combate da Marinha dos Estados Unidos, Haise entrou para a NASA em 1959 como piloto de aviões e em 1966 foi selecionado para o grupo de astronautas escalados para as missões Apollo. Em 1970, participou da missão Apollo 13 como piloto do Módulo Lunar Aquarius, mas o acidente com a nave impediu o pouso na Lua.
Após esta missão, ele ajudou no desenvolvimento dos projetos do ônibus espacial e em 1977 tornou-se comandante do primeiro ônibus espacial de testes, o Enterprise, tendo voado cinco vezes na espaçonave no período de preparação para o programa iniciado em 1981.
Após se desligar da NASA em fins de 1979, Fred Haise tornou-se diretor da empresa de projetos aeronáuticos Grumman Aerospace Corporation até sua aposentadoria, em 1996.